# William Alves de Oliveira
William Alves de Oliveira oder kurz William (* 7. Dezember 1991 in Juiz de Fora) ist ein brasilianischer Fußballspieler.

## Karriere
William begann mit dem Vereinsfußball in der Nachwuchsabteilung von Friburguense AC und wechselte 2010 in den Nachwuchs von Botafogo FR. Noch im gleichen Jahr wurde er in den Profikader aufgenommen und spielte hier bis zum Jahresende 2012. Zu Jahresanfang 2013 wechselte er ins Ausland und heuerte beim slowakischen Verein FK AS Trenčín an. Nach einem Jahr zog er innerhalb der Liga zu MŠK Žilina weiter.
Zur Rückrunde der Saison 2015/16 wurde er vom türkischen Erstligisten Kayserispor verpflichtet. Nach Beendigung der Saison ging William nach Portugal zum GD Chaves, wo er bis Saisonende 2018/19 blieb. Dann wechselte er nach Saudi-Arabien zu al-Faisaly FC und zum al-Fayha FC. In der europäischen Wintertransferperiode 2021 ging William zurück zum GD Chaves und noch im Mai des Jahres wieder in seine Heimat. Er erhielt einen Kontrakt beim Coritiba FC und trat mit diesem in der Saison noch in der Série B 2021 an. Nachdem er bereits im Zuge der Austragung der Staatsmeisterschaft von Paraná 2022 zu keinen Einsätzen mehr gekommen war, wurde sein Vertrag im März aufgelöst.